# Fatma Mohamed
Fatma Mohamed (nacida en 1975) es una actriz rumana conocida por sus apariciones en los cinco largometrajes del director Peter Stricklan, a saber, Katalin Varga, Berberian Sound Studio, El duque de Borgoña, In Fabric: Vistiendo la muerte y Flux Gourmet.
Mohamed fue nominada al premio a la mejor actriz de reparto por la International Cinéphile Society por su papel en In Fabric: Vistiendo la muerte. En una entrevista en 2019, Strickland dijo sobre Mohamed: "Cada película que hice con ella, me di cuenta de que tenía más y más lados".
Mohamed creció en Cluj.

## Filmografía
- Flujo Gourmet (2022)
- In Fabric: Vistiendo la muerte (2018)
- La guía de campo del mal (2018)
- Caja (2015)
- El Duque de Burgundy (2014)
- Berberian Sound Studio (2012)
- Katalín Varga (2009)